# Nivkh
El nivkh o guiliak és una llengua parlada a les regions exrusses de Manxúria i determinades illes japoneses en perill d'extinció (hi ha menys de 2.000 parlants vius de la llengua). Actualment es considera una llengua aïllada, ja que no s'ha pogut reconstruir la seva filiació genètica, si bé alguns estudiosos han intentat vincular-la a una branca extinta que derivaria directament del nostràtic, i d'altres la inclouen dins les llengües tungús o aleutianes. Per ubicació geogràfica, es compta dins les llengües paleosiberianes, però no comparteix trets gramaticals significatius amb cap dels seus veïns (les semblances lèxiques amb idiomes com el coreà s'explicarien per manlleus).
El nivkh és una llengua sintètica d'ordre SOV, amb declinacions però sense gènere gramatical. Malgrat l'escàs nombre de parlants, presenta fins a quatre dialectes diferenciats: l'amur; el sahalí nord-occidental, el meridional i l'oriental, i n'és l'amur el més allunyat i innovador. Fonològicament, predominen les consonants aspirades i les vocals posteriors. S'escriu en alfabet ciríl·lic. El plural es marca amb el morfema -u i existeix un complex sistema verbal que assumeix funcions dels adjectius en altres llengües, ja que inclou marques d'afirmació, negació, dubte i actitud del parlant que se sumen als accidents usuals de temps, mode, aspecte i veu.

## Abecedari
| А а   | Б б   | В в | Г г | Ӷ ӷ | Ғ ғ   | Ӻ ӻ | Д д   |
| Е е   | Ё ё   | Ж ж | З з | И и | Й й   | К к | К’ к’ |
| Ӄ ӄ   | Ӄ’ ӄ’ | Л л | М м | Н н | Ӈ ӈ   | О о | П п   |
| П’ п’ | Р р   | Р̌ р̌ | С с | Т т | Т’ т’ | У у | Ф ф   |
| Х х   | Ӽ ӽ   | Ӿ ӿ | Ц ц | Ч ч | Ч’ ч’ | Ш ш | Щ щ   |
| Ъ ъ   | Ы ы   | Ь ь | Э э | Ю ю | Я я   |     |       |

## Fonologia

### Consonants
|            |             | Labial | Alveolar | Palatal | Velar | Uvular | Glotal |
| ---------- | ----------- | ------ | -------- | ------- | ----- | ------ | ------ |
| Nasal      | Nasal       | m      | n        | ɲ       | ŋ     |        |        |
| Oclusiva   | aspirada    | pʰ     | tʰ       | cʰ      | kʰ    | qʰ     |        |
| Oclusiva   | no aspirada | p      | t        | c       | k     | q      |        |
| Fricativa  | sorda       | f      | s        |         | x     | χ      | h      |
| Fricativa  | sonora      | v      | z        |         | ɣ     | ʁ      |        |
| Vibrant    | sorda       |        | r̥        |         |       |        |        |
| Vibrant    | sonora      |        | r        |         |       |        |        |
| Aproximant | Aproximant  |        | l        | j       | w     |        |        |

Les fricatives labials estan articulades de forma fluixa, i s'han descrit com a bilabials [ɸ, β] i labiodentals [f, v]. Les parades del paladar poden tenir algun grau d'africació, com a [ʰ tʃ, tʃ].
La llengua nivkh presenta un procés d'alternança de consonants en què l'oclusiva que inicia un morfema inicial alterna amb una fricativa o amb una vibrant.
|            | Aspirada ↔ sorda | Aspirada ↔ sorda | Aspirada ↔ sorda | Aspirada ↔ sorda | Aspirada ↔ sorda | No aspirada ↔ sonora | No aspirada ↔ sonora | No aspirada ↔ sonora | No aspirada ↔ sonora | No aspirada ↔ sonora |
| Oclusiva   | pʰ               | tʰ               | cʰ               | kʰ               | qʰ               | p                    | t                    | c                    | k                    | q                    |
| Continuant | f                | r̥                | s                | x                | χ                | v                    | r                    | z                    | ɣ                    | ʁ                    |

Això passa quan un morfema és precedit per un altre morfema dins de la mateixa frase (per exemple, un prefix o adjunt, menys en el cas en què el morfema precedent acabi en una fricativa, en una vibrant, una /l/ o una nasal.
- /pəɲx/ 'sopa'
- /pənraj vəɲx/ 'sopa d'ànec'
- /amsp vəɲx/ 'sopa de foca'
- però: /cxəf pəɲx/ 'sopa d'os'

Només la posició inicial de morfema es veu afectada: altres grups que acaben en una oclusiva són possibles dins d'un morfema (per exemple, /utku/ 'home').
En alguns verbs transitius, el procés ha estat registrat aparentment a la inversa, amb les fricatives i vibrants convertint-se en oclusives, amb la mateixa distribució. Tot i que aquest procés s'ha exposat com un de diferent, també ha estat explicat com un procés igual en allò fonamental, amb la forma citativa d'aquests verbs contenint una oclusiva subjacent, apagada a causa de la presència antiga d'un prefix 'i-', prefix que encara sobreviu en la forma citativa d'altres verbs, en els quals causa l'alternança consonàntica regular. Les fricatives inicials en els substantius mai no canvien.
Abans de les nasals o de la /l/, les oclusives no aspirades arriben a ser sonores [b, d, ɟ, ɡ, ɢ]. Això passa també dins d'un morfema, a diferència de l'alternança consonàntica. El dialecte amur elimina algunes nasals al final de paraula, cosa que provoca que les oclusives sonores tinguin lloc també al començament de mot.

### Vocals
El sistema vocàlic del nivkh és inusual, fins al punt que Ian Maddieson l'anomena defectuós. En realitat, és un sistema de rotació en què es compensa un buit en la regió anterior mitjana de l'espai vocal, amb el moviment de les vocals al voltant. La vocal  / ɤ / podria ser considerada com un complement del buit causat per la manca d'una vocal central ordinària.
La vocal anterior mitjana esperada en un sistema de cinc vocals, que va poder existir en el passat, esdevingué un diftong tancat mitjà, sense arrodonir, representat en la descripció Maddieson com a / ɪe /.
|               | Anteriors | posteriors | posteriors |
| no arrodonida | Anteriors | arrodonida |            |
| ------------- | --------- | ---------- | ---------- |
| Tancades      | ɪ         |            | u          |
| Mitjanes      | ɪe        | ɤ          | o          |
| Obertes       | æ         |            |            |